# José Antonio Álvarez Sánchez
José Antonio Álvarez Sánchez (Madrid, 3 de agosto de 1975) es un sacerdote católico español, obispo titular de Vergi y auxiliar de Madrid.

## Biografía
Nació en Madrid el 3 de agosto de 1975.

### Formación
Es bachiller en Teología por la Universidad Eclesiástica San Dámaso de Madrid en 1998, y máster en Discernimiento Vocacional y Acompañamiento espiritual por el centro de Espiritualidad San Ignacio de la Universidad Pontificia Comillas (2008-2011), donde cursa la licenciatura en Espiritualidad.

### Presbítero
Fue ordenado diácono el 28 de noviembre de 1999 y presbítero el 18 de julio de 2000 e incardinado en la archidiócesis de Madrid, donde ha ejercido los siguientes cargos:
- Vicario parroquial de Nuestra Señora de la Fuensanta (1999-2001);
- Capellán universitario en la Escuela Superior de Arquitectura de la Universidad Politécnica de Madrid (2000-2002);
- Formador del Seminario Menor y Colegio Arzobispal de Madrid (2001-2005);
- Capellán de las Hermanas Oblatas de Cristo Sacerdote (2003-2008);[4]
- Director espiritual en el Movimiento Cursillos de Cristiandad (2003-2024);
- Miembro del Consejo Presbiteral (2009-2012).[5]
- Secretario personal de César A. Franco Martínez como obispo auxiliar de Madrid (2005-2014);
- Formador en el Seminario Mayor de Madrid (2008-2015);
- Viceconsejero nacional de Manos Unidas (2015-2018);[5]
- Director espiritual del Seminario Mayor de Madrid (2015-2018);[6]
- Rector del Seminario Mayor de Madrid (2015-2024).[6][3]

### Obispo
El 23 de abril de 2024, se hizo público su nombramiento por el papa Francisco como obispo titular de Vergi y auxiliar de Madrid.Fue consagrado el 6 de julio del mismo año, en la Catedral de la Almudena; a manos del cardenal-arzobispo José Cobo Cano.
En la Conferencia Episcopal Española es, desde julio de 2024, miembro de la Comisión Episcopal para los Laicos, Familia y Vida.
En agosto de 2024, fue nombrado vice-gran canciller de la Universidad Eclesiástica San Dámaso.
Desde febrero de 2025 es vicario general de la archidiócesis de Madrid.